# Cliffs of Moher

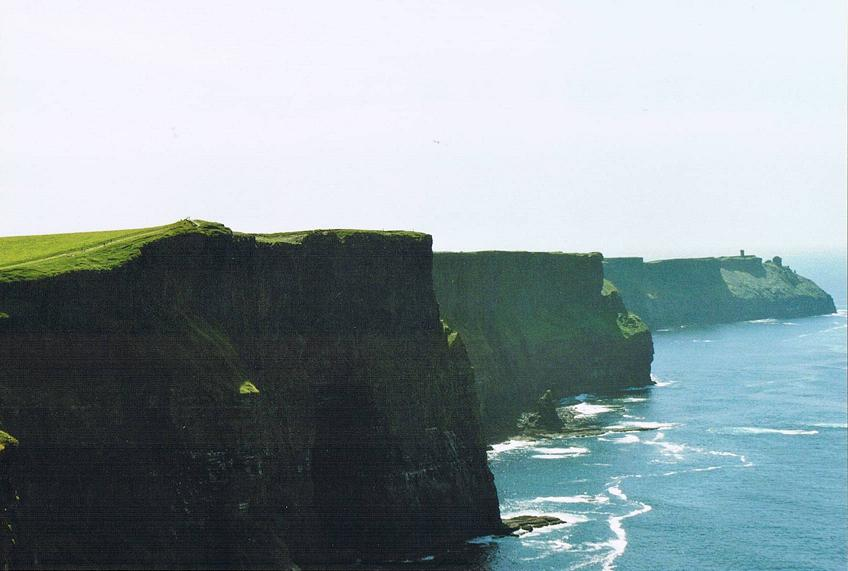
Cliffs of Moher.

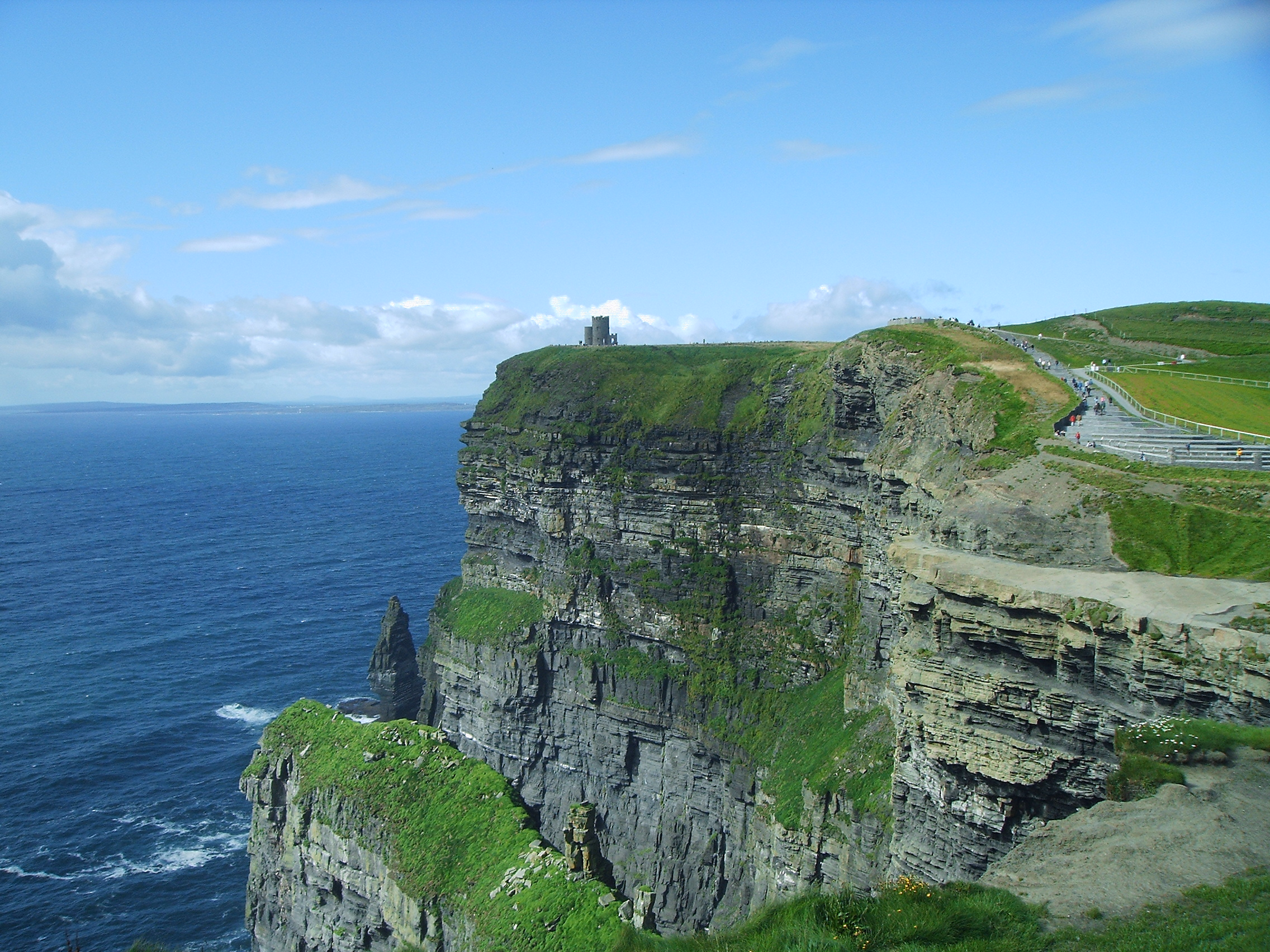
Cliffs of Moher i soligt väder, med utsikt mot O'Brien's Tower och vägen ner till turistcentret synlig till höger.

Cliffs of Moher är ett kustområde i grevskapet Clare i Republiken Irland, beläget på västkusten. Platsen består av klippor som stupar rätt ner i Atlanten. Klipporna reser sig 120 meter över Atlanten vid Hag’s Head i den södra delen av området och når sin högsta höjd, 214 meter, strax norr om O’Brien’s Tower åtta kilometer längre norrut. Tornet byggdes år 1835 av sir Cornelius O’Brien, en ättling till den irländske kungen Brian Boru. Från klipporna har besökarna utsikt över Aranöarna i Galwaybukten. Cliffs of Moher är en av Irlands mest välbesökta platser med ungefär en miljon besökare per år. 

## Namnet
Klipporna har fått sitt namn från ett gammalt försvarsverk som hette Moher Tower och som en gång låg på Hag’s Head, den sydligaste punkten. Författaren Thomas Johnson Westropp omnämnde det 1905 som Moher Uí Ruis or Moher Uí Ruidhin. Försvarsverket fans kvar så sent som 1780 och omnämns i John Lloyd's a Short Tour Of Clare (1780). Det förstördes 1808 för att man skulle kunna återanvända materialet vid byggandet av ett telegraftorn. Det nuvarande tornet som står nära den plats där Moher Uí Ruidhin en gång stod byggdes som ett utkikstorn under Napoleon-krigen. 

## Turism
Klipporna är ett av Irlands mest populära turistmål och har nära en miljon besökare varje år. Sedan 2011 har de utgjort en del av Burren och Cliffs of Moher geopark, en del av Europas geoturistdestinationer som är medlemmar i European Geoparks Network.
På 1990-talet beslöt Clare County Council att man skulle utveckla området så att besökare kunde uppleva klipporna utan alltför mycket intryck av byggnader. Man konstruerade därför ett besökscenter i närheten av klipporna som delvis döljs av omgivningen. Centret använder förnybar energi i form av geotermisk uppvärmning och nedkylning och solpaneler. Man återvinner även gråvattnet.
Kostnaden för centret uppgick till 32 miljoner euro och byggtiden blev sammanlagt 17 år. 2007 invigdes det officiellt. Den permanenta utställningen vid centret innefattar geologi, historia, flora och fauna för området. En stor multimediaskärm visar såväl fågelperspektiv över klipporna, som bilder från undervattensgrottorna vid klippornas fot.
Besökscentret tar 8 euro i inträde för vuxna, barn under 16 år går in gratis (vissa tider går det att få lägre inträdesavgift om man köper biljetten online). Då ingår parkeringsavgift, entré till besökscentret och ett bidrag till bevarandet av området.
Det finns även möjlighet att se klipporna från havssidan för den som så önskar. Färjeturer utgår från Doolin. 

## Geologi och djurliv
Klipporna består huvudsakligen av lerskiffer och sandsten, med det äldsta materialet synligt längst ner vid havsytan. Här kan man se spår av en flod som för 300 miljoner år sedan har skurit genom landskapet.  
Man beräknar att 30 000 fåglar från 20 olika arter har sitt hem på Cliffs of Moher. Bland annat hittar man här lunnefågel som lever i stora kolonier på svåråtkomliga delar av klippmassivet nära vattenytan  och tordmule. Området räknas som mycket betydelsefullt för fågellivet.

## Transportmöjligheter
Bus Éireanns linje 350 länkar samman Cliffs of Moher med ett flertal destinationer som exempelvis Ennis, Ennistymon, Doolin (här kan man ta färja över till Aranöarna), Lisdoonvarna, Kinvara och Galway. Området trafikeras av ett flertal turer dagligen och möjlighet till anslutning med tåg finns i Ennis och Galway.